# クリスタル・マレー
クリスタル・マレー（Krystal Murray、1993年6月16日 - ）は、ニュージーランドの女子ラグビーユニオン・ラグビーリーグ選手。

## プロフィール
- ニュージーランド・カイタイア出身[1]。
- ポジションはプロップ(PR)。
- 身長 172cm、体重 97kg
- 女子ニュージーランド代表キャップは4（2022年11月現在）。

## 略歴
2017年、2017年女子ラグビーリーグ・ワールドカップのラグビーリーグ女子ニュージーランド代表に選ばれた。
2022年、ラグビーワールドカップ2021の女子ニュージーランド代表に選ばれて、ブラックファーンズ2大会連続優勝に貢献。